# جومو سونو
جومو سونو (بالإنجليزية: Jomo Sono)‏ (مواليد 17 يوليو 1955) هو مدرب جنوب أفريقي ولاعب كرة قدم سابق.